# Rise (Katy Perry)
"Rise" is een nummer van de Amerikaanse zangeres Katy Perry. Het nummer is geschreven door Perry zelf en geproduceerd door Savan Kotecha, Ali Payami en Max Martin. Hij werd zonder enige aankondiging op 14 juli 2016 exclusief uitgebracht op Apple Music en was daarna ook via andere kanalen te verkrijgen. Die zelfde dag bereikte het nummer al een nummer één positie op in de onder andere Nederlandse, Amerikaanse, Zweedse en Australische iTunes-ranglijst.

## Achtergrond
Bij de release bracht Perry naar buiten het nummer al een enige tijd te hebben geschreven.

"Dit nummer borrelde al jaren in me. Ik had nu de inspiratie om 'm af te ronden en direct uit te brengen, in plaats van 'm bewaren tot mijn volgende album. Ik heb het gevoel dat de wereld nu meer dan ooit samen moet komen. Ik weet dat we samen boven de angst kunnen uitstijgen."

## Olympische Spelen
Het nummer wordt door het Amerikaanse tv-kanaal NBC gebruikt voor hun verslag van de Olympische Spelen in Rio de Janeiro. De Video die op de releasedag uit kwam bevatte beelden van (met name Amerikaanse) Olympische atleten.

## Videoclip
De bijhorende videoclip verscheen op 4 augustus 2016.

## Hitnoteringen

### Nederlandse Top 40
| Hitnotering: 30-07-2016 t/m 13-08-2016 | Hitnotering: 30-07-2016 t/m 13-08-2016 | Hitnotering: 30-07-2016 t/m 13-08-2016 | Hitnotering: 30-07-2016 t/m 13-08-2016 | Hitnotering: 30-07-2016 t/m 13-08-2016 |
| Week:                                  | 1                                      | 2                                      | 3                                      |                                        |
| -------------------------------------- | -------------------------------------- | -------------------------------------- | -------------------------------------- | -------------------------------------- |
| Positie:                               | 36                                     | 34                                     | 38                                     | uit                                    |

### NederlandseSingle Top 100
| Hitnotering: 13-08-2016 t/m 20-08-2016 | Hitnotering: 13-08-2016 t/m 20-08-2016 | Hitnotering: 13-08-2016 t/m 20-08-2016 | Hitnotering: 13-08-2016 t/m 20-08-2016 |
| Week:                                  | 1                                      | 2                                      |                                        |
| -------------------------------------- | -------------------------------------- | -------------------------------------- | -------------------------------------- |
| Positie:                               | 95                                     | 95                                     | uit                                    |

### NederlandseMega Top 50
| Hitnotering: 30-07-2016 t/m 27-08-2016 | Hitnotering: 30-07-2016 t/m 27-08-2016 | Hitnotering: 30-07-2016 t/m 27-08-2016 | Hitnotering: 30-07-2016 t/m 27-08-2016 | Hitnotering: 30-07-2016 t/m 27-08-2016 | Hitnotering: 30-07-2016 t/m 27-08-2016 | Hitnotering: 30-07-2016 t/m 27-08-2016 |
| Week:                                  | 1                                      | 2                                      | 3                                      | 4                                      | 5                                      |                                        |
| -------------------------------------- | -------------------------------------- | -------------------------------------- | -------------------------------------- | -------------------------------------- | -------------------------------------- | -------------------------------------- |
| Positie:                               | 31                                     | 34                                     | 40                                     | 41                                     | 46                                     | uit                                    |